# Tanaka Koji
Tanaka Koji (sinh ngày 2 tháng 11 năm 1955) là một cầu thủ bóng đá người Nhật Bản.

## Đội tuyển bóng đá quốc gia Nhật Bản
Tanaka Koji thi đấu cho đội tuyển bóng đá quốc gia Nhật Bản từ năm 1982 đến 1984.

## Thống kê sự nghiệp
| Đội tuyển bóng đá Nhật Bản | Đội tuyển bóng đá Nhật Bản | Đội tuyển bóng đá Nhật Bản |
| Năm                        | Trận                       | Bàn                        |
| -------------------------- | -------------------------- | -------------------------- |
| 1982                       | 6                          | 0                          |
| 1983                       | 8                          | 3                          |
| 1984                       | 6                          | 0                          |
| Tổng cộng                  | 20                         | 3                          |